# Jean-René Ladmiral

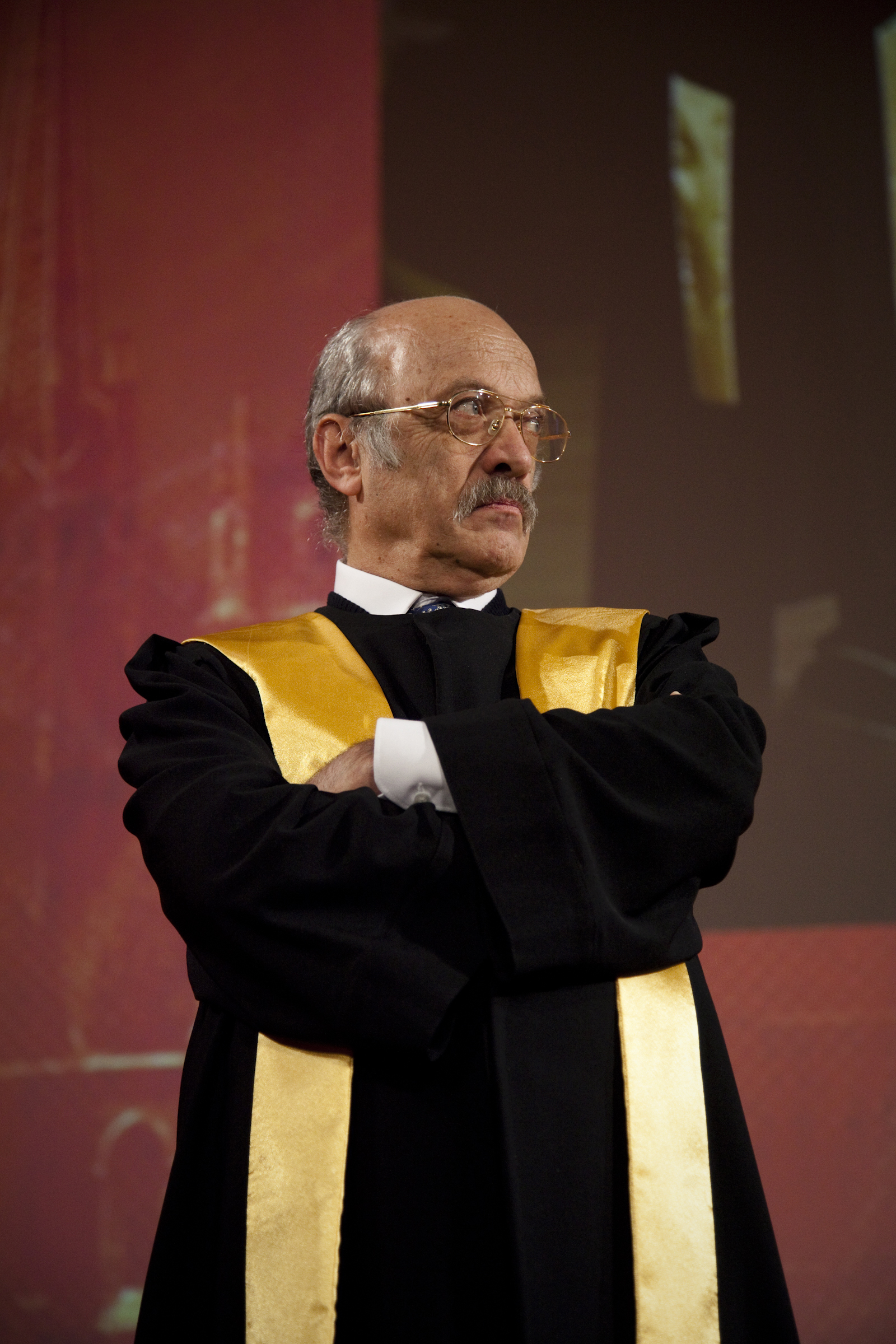
Jean-René Ladmiral, 2010

Jean-René Ladmiral (* 1. Mai 1942 in Lisieux, im Département Calvados, Frankreich) ist ein französischer Germanist, Übersetzer, Übersetzungswissenschaftler und Philosoph.

## Leben
Jean-René Ladmiral verbrachte seine Schulzeit auf dem Lycée Henri IV. Nach seinem Studium von 1962 bis 1965 und einem Lehraufenthalt an der Universität Heidelberg und an der Sorbonne Paris widmete sich Jean-René Ladmiral der Forschung im Themenbereich der Psychosoziologie der Kommunikation. Er untersuchte dazu bilinguale Gruppen (deutsch-französisch). 1968 begann Jean-René Ladmiral seine Arbeit als Professor an der Universität Paris-Nanterre für deutsche Philosophie. 1987 gründete er das der Universität angeschlossene CERT, ein Forschungszentrum für Übersetzung. 1972 führte er in der Universität eine neue Disziplin ein: die Übersetzungswissenschaft. Er lehrt deutsche Philosophie, philosophisches Deutsch und leitet Kurse in Übersetzen und Übersetzungswissenschaft am Institut de Management et Communication Interculturels (ISIT Paris). 1974 promovierte Jean-René Ladmiral zum Thema «Jürgen Habermas. Quatre essais sur la raison, la pratique et la technique: traduction et commentaire».
1995 folgte seine Habilitation zum Thema «La traductologie: de la linguistique à la philosophie». Im März 2010 bekommt Jean-René Ladmiral von der West-Universität Temeswar (Rumänien) für seine außerordentlichen wissenschaftlichen Leistungen den Doctor Honoris Causa zugesprochen. Zu Ehren Jean-René Ladmirals wurde im Juni 2010 ein Kolloquium mit dem Titel «Jean-René Ladmiral: une oeuvre en mouvement» veranstaltet. Zuvor wurde auf der Grundlage eines Interviews des Instituts für Übersetzer und Dolmetscher in Beirut (ETIB) mit Ladmiral ein Buch mit dem Titel „Jean-René Ladmiral, le dernier des archéotraductosaures interviewé par l’ETIB“ veröffentlicht.

## Funktionen
- Professor am ISIT (Institut de Management et Communication Interculturels) und an der Universität Paris-X Nanterre (seit 1984)
- Leiter der Forschungseinrichtung CRATIL (Centre de Recherche Appliquées sur la Traduction, l’Interprétation et le Langage) (seit 2004)
- Leiter des CERT (Centre d’Études et de Recherches en Traduction) (seit 1987)

## Schwerpunkt seiner Arbeit
Die Arbeiten von Jean-René Ladmiral gelten als interdisziplinär. Sie umfassen sowohl Themen der Übersetzungswissenschaft, der Entwicklung der Übersetzungswissenschaft und der Übersetzungsprozesse als auch philosophische Inhalte, die oftmals deutlichen Bezug auf die Untersuchungsbereiche der Übersetzung aufweisen. Aufgrund seiner philosophischen Ausbildung übersetzte Jean-René Ladmiral selbst vor allem die Werke deutscher Philosophen wie zum Beispiel Jürgen Habermas, Immanuel Kant oder Friedrich Nietzsche in die französische Sprache (siehe Übersetzungen).

## Publikationen (Auswahl)
- Traduire: Théorèmes pour la traduction. Payot, Paris 1979; Gallimard, Paris 1994, 2002. ISBN 978-2-07-073743-7
- in Zusammenarbeit mit Edmond Marc Lipiansky: La Communication interculturelle. Paris, Armand Colin, 1989, 1991 und 1995 (Bibliothèque européenne des sciences de l’éducation). ISBN 978-2-200-37181-4
- in Zusammenarbeit mit Dominique Château: Critique et théorie. Paris, L’Harmattan, 1996. ISBN 2-7384-4896-8
- La traduction: philosophie d’une pratique. In: Christine Pagnoulle (Hrsg.): Les gens du passage, Université de Liège. 1992, 120–136. ISBN 2-87233-006-2
- Babel & Logos. In: Hannelore Lee-Jahnke, Erich Prunč (Hrsg.): Am Schnittpunkt von Philologie und Translationswissenschaft: Festschrift zu Ehren von Martin Forstner. Peter Lang, Bern 2010 ISBN 978-3-0343-0374-3 S. 171–201
- Antonio Lavieri, Michèle Lorgnet, Emilio Mattioli: Quand la traduction se réfléchit, Entretiens avec Jean-René Ladmiral. Gesammelt und präsentiert von Claudia Cortesi, Turin, L’Harmattan Italia, 2005. Cahiers du R.A.P.T. (Recherches sur les aspects psycholinguistiques de la traduction), n° 5. ISBN 2-7475-9704-0
- Sourcier ou cibliste. Les profondeurs de la traduction. Les Belles Lettres (Traductologiques Band 3), Paris 2014; 3. verbesserte und erweiterte Ausgabe 2023, ISBN 978-2-251-70003-8.

## Übersetzungen
Aus dem Englischen
- Erich Fromm: Crise de la psychanalyse. Essais sur Freud, Marx et la psychologie sociale. Anthropos, Paris 1971 (Coll. Sociologie et connaissance). ISBN 2-228-33170-8

Aus dem Deutschen
- Jürgen Habermas: La Technique et la science comme "idéologie". Gallimard, Paris 1973. TB Denoël Gonthier, Paris 1978 ISBN 2-07-071942-1
- Jürgen Habermas, übersetzt in Zusammenarbeit mit F. Dastur und Marc B. de Launay: Profils philosophiques et politiques. Gallimard, Paris 1974 (coll. Les Essais) ISBN 2-07-070886-1
- Theodor W. Adorno, übersetzt in Zusammenarbeit mit Éliane Kaufholz: Minima moralia; Réflexions sur la vie mutilée. Payot, Paris  1983 ISBN 2-228-89774-4
- Kant, übersetzt in Zusammenarbeit mit Marc B. de Launay und Jean Marie Vaysse: Critique de la faculté de juger. Flammarion, 2000 ISBN 2-08-071088-5
- Jürgen Habermas, übersetzt in Zusammenarbeit mit Marc B. de Launay: Après Marx. Fayard, Paris 1985 ISBN 2-01-278864-5